# Parc Augarten
Pour les articles homonymes, voir Augarten.

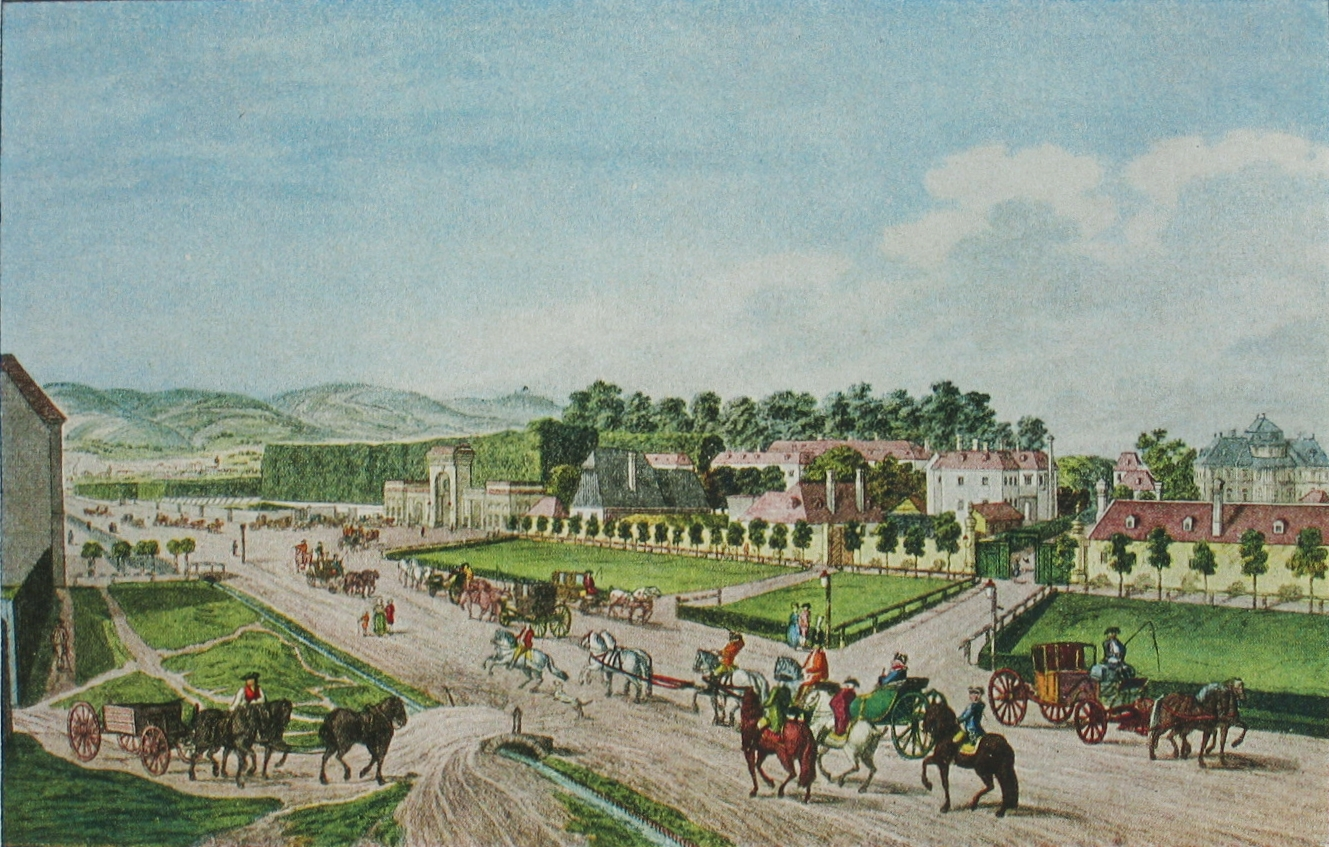
Le Parc Augarten

Le Parc Augarten (simplement Augarten en allemand) est un parc public de l'arrondissement de Leopoldstadt à Vienne, capitale de l'Autriche. Il abrite le Palais Augarten et la Manufacture de porcelaine de Vienne.

## Situation
Situé au nord du centre-ville de Vienne, le parc s'étend sur l'arrondissement de Leopoldstadt ainsi que dans sa partie nord sur celui de Brigittenau. Il couvre environ 52 hectares.

## Histoire
Autrefois connu sous le nom Wolfsau, ces terrains furent rachetés par l'Empereur Ferdinand III du Saint-Empire au monastère de Klosterneuburg au XVIIe siècle. Le monarque fit aménager un jardin hollandais sur ces anciens bras du Danube, puis construire le château Fortuna qui fut terminé en 1659.
Un jardin à la française fut par la suite aménagé, mais les invasions turques anéantirent ces travaux en 1683. Le Palais Augarten fut construit dix ans plus tard, et héberge désormais le chœur Wiener Sängerknaben.
Joseph II d'Autriche, empereur romain germanique, finit de rénover le parc, fit aménager de nouvelles allées, boisa le parc de châtaigniers et peupliers déjà adultes, introduisit des centaines de rossignols et alouettes, installa près de 200 bancs, fit bâtir un mur de protection contre les crues autour du parc, à la grande admiration des Viennois qui avaient enfin l'accès libre au parc, dès le 1er mai 1775.
Mozart dirigea le premier concert organisé dans le parc Augarten, en 1782. À la même époque, Joseph II fit aménager un jardin anglais ainsi qu'une résidence d'été, le Josephstöckl, qui deviendra un lieu de rencontre d'artistes et de mécènes.
Mais une crue en 1830 le plongea sous 1,75 mètre d'eau, ce qui mit pour longtemps un terme à sa splendeur.

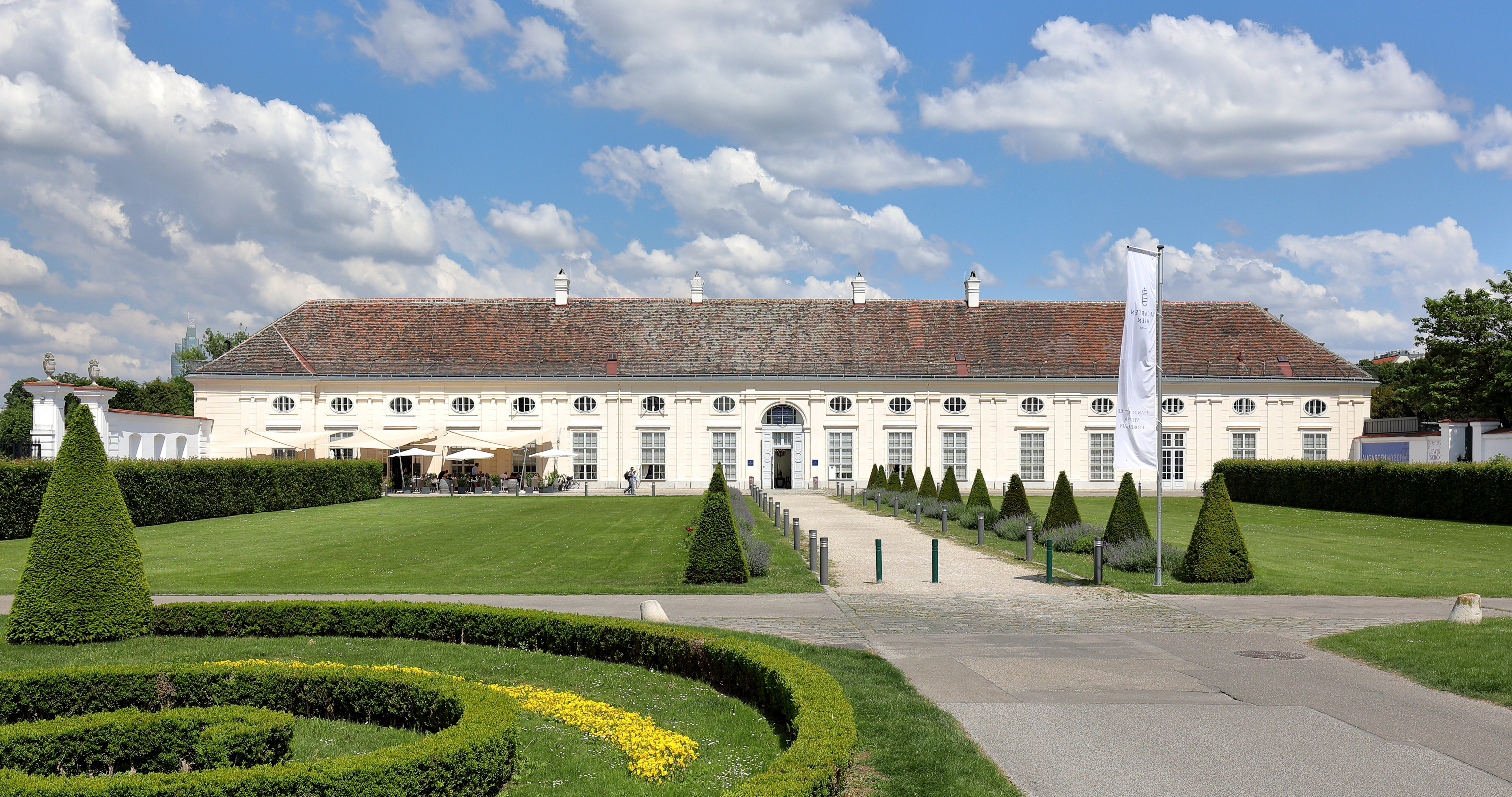
La Manufacture de porcelaine dans le Parc Augarten

En 1924, la Manufacture de porcelaine (Porzelanmanufaktur) fut installée dans le bâtiment qui abrita autrefois les concerts de Mozart. Elle accueillit brièvement le siège du parti communiste, avant d'abriter une maternelle et une école primaire. Un atelier fut construit dans les années 1950 pour le sculpteur Gustinus Ambrosi, il abrite depuis 1978 le musée qui lui est consacré. Depuis 2001, des artistes y sont logés pour des séjours de cinq mois.
Deux imposantes tours de défense antiaérienne (Flakturm) furent construites pendant la Seconde Guerre mondiale. À la fin de la guerre, leur démolition fut abandonnée pour raisons budgétaires. Depuis l'incendie en 1946 de deux wagons de munitions abandonnés à l'intérieur du bâtiment, provoqué par des enfants, le béton montre des fissures, un petit pan d'une tour s'est même effondré en 2006. Depuis lors, des travaux de restauration sont en cours, et le périmètre direct des tours est protégé par des barrières.
Le Parc Augarten abrite un Centre Audiovisuel depuis 1997, qui possède une collection de films, d'affiches et de scripts liés à l'Autriche appelée Filmarchiv Austria. Chaque été, le cinéma Kino unter Sternen y est organisé.
En 2010, l'association privée Wiener Sängerknaben commença à construire sa salle de concert dans la partie sud-est du parc nommée Augartenspitz (la « pointe d'Augarten » ou la dentelle de l'Augarten), bien que les riverains s'y soient opposés vigoureusement depuis 2006. En 2000, l'ensemble des jardins avait été déclaré héritage culturel. Néanmoins, un expert déclara le changement « acceptable ». On appela le bâtiment MuTh (de), acronyme de « Musik und Theater » (musique et théâtre). En allemand, cet acronyme est aussi une allusion, Mut signifiant « courage » : « Bien qu'il ne faille pas beaucoup de courage pour bâtir cet édifice, on arrangea un « Congrès à propos du courage » » (en allemand, Kongress über Mut) les 14 et 15 décembre. Les riverains dénoncèrent cela comme un scandale[réf. nécessaire].

Galerie du MuTh (salle de musique et de théâtre de Vienne)
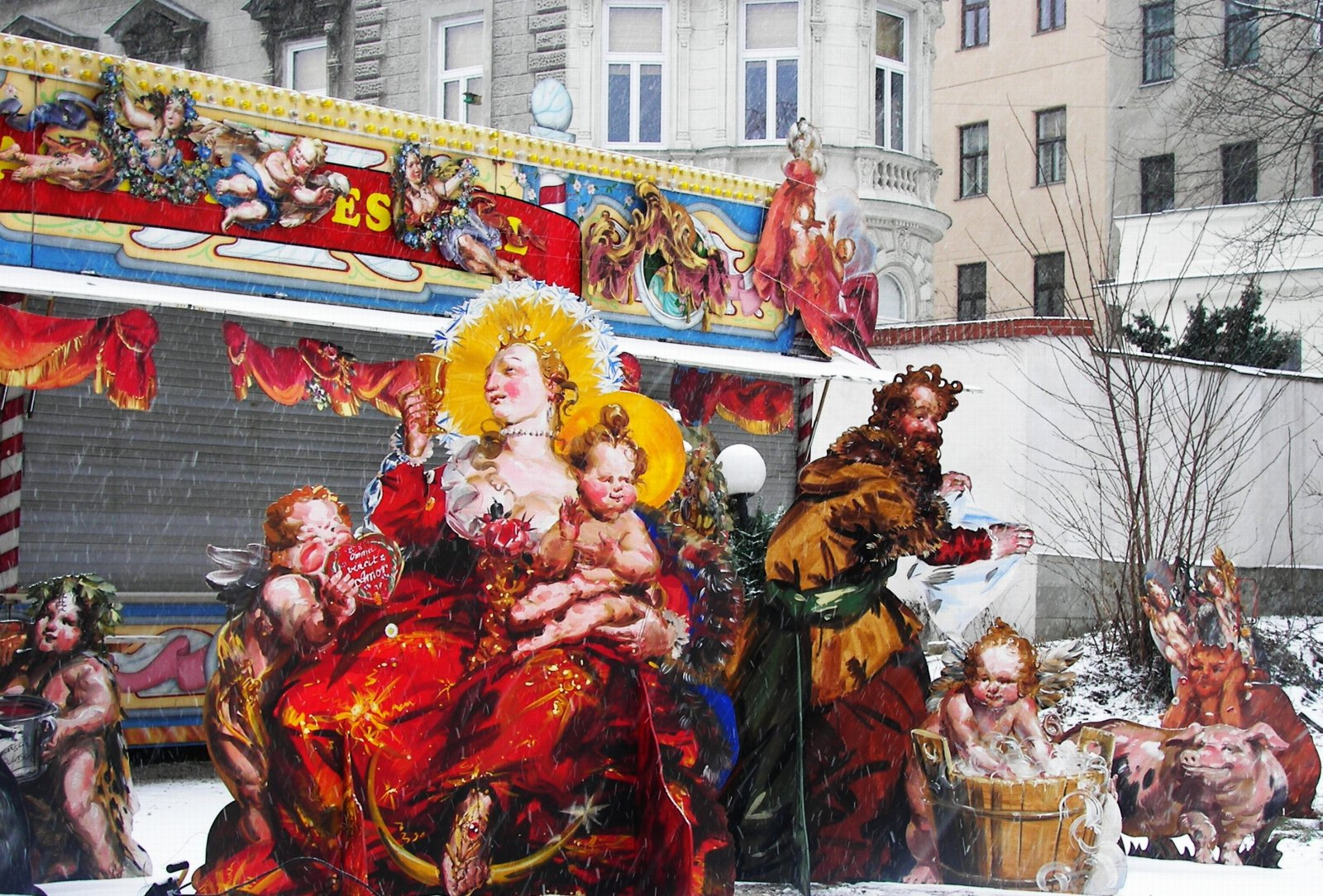
Festivité en hiver 2005
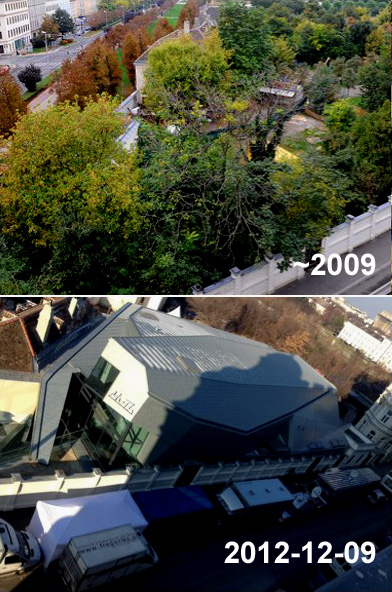
Vue en 2012 vs. 2009
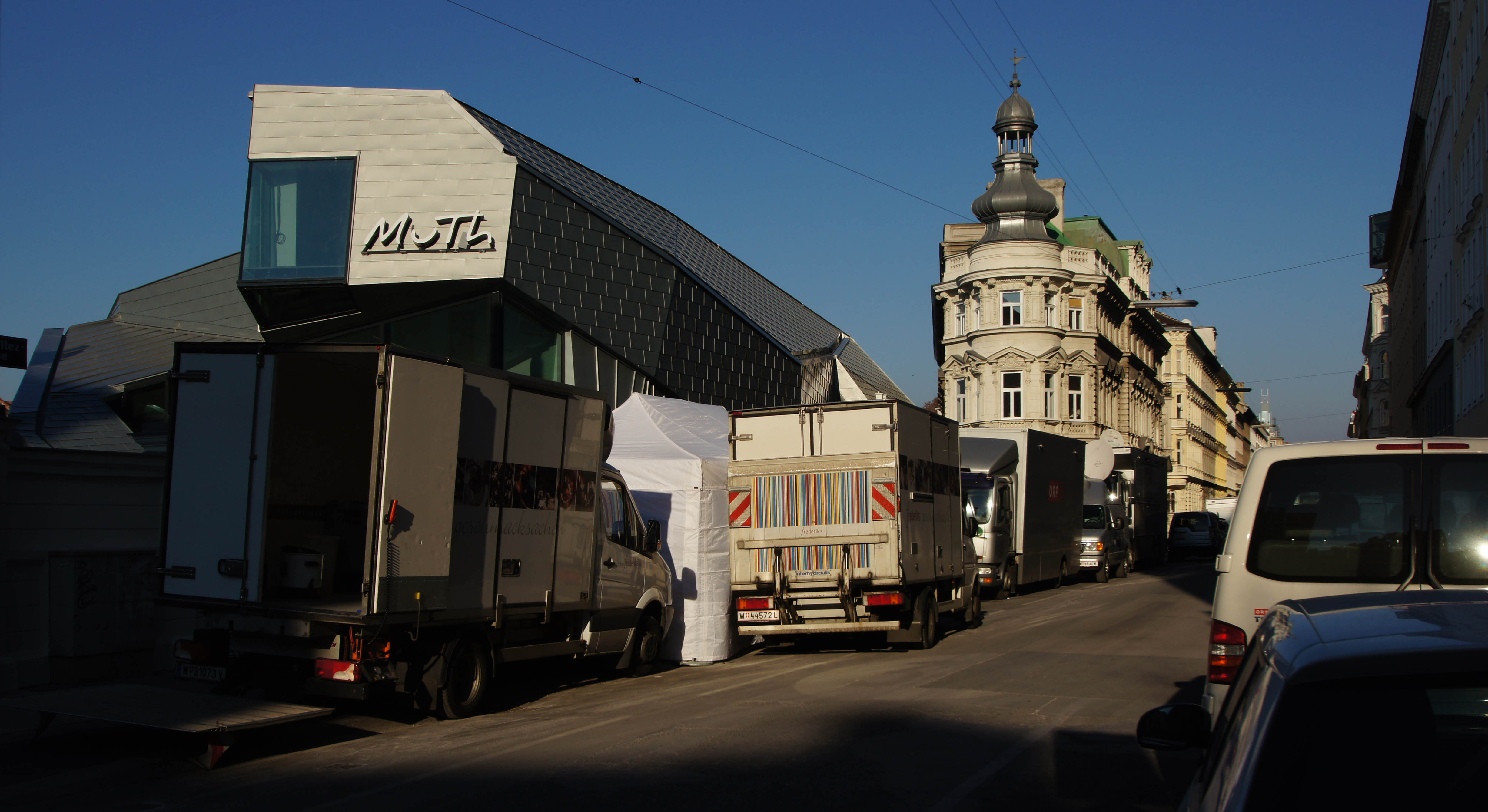
Vue de l'extérieur
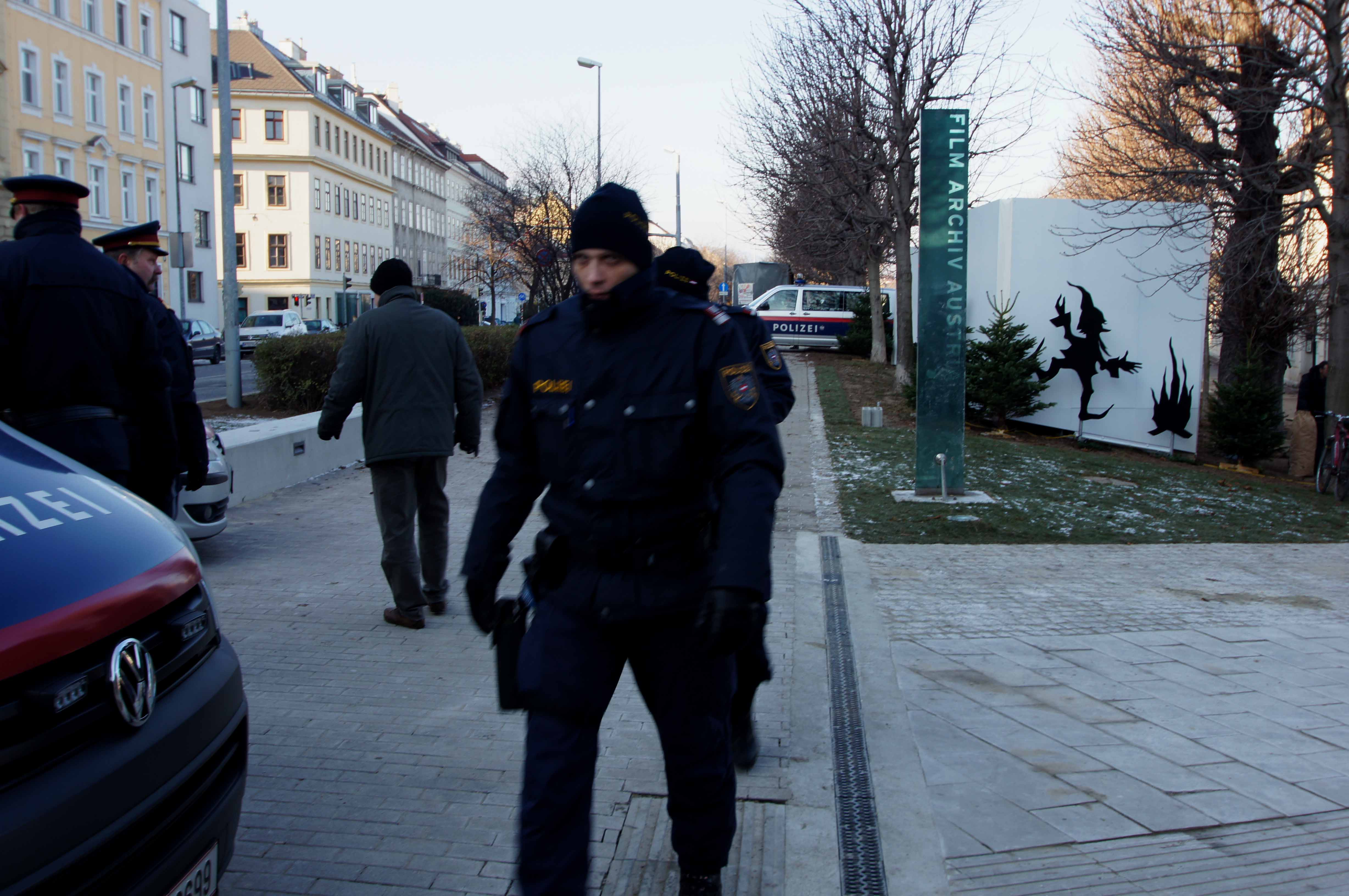
Journée portes ouvertes le 9 décembre 2012
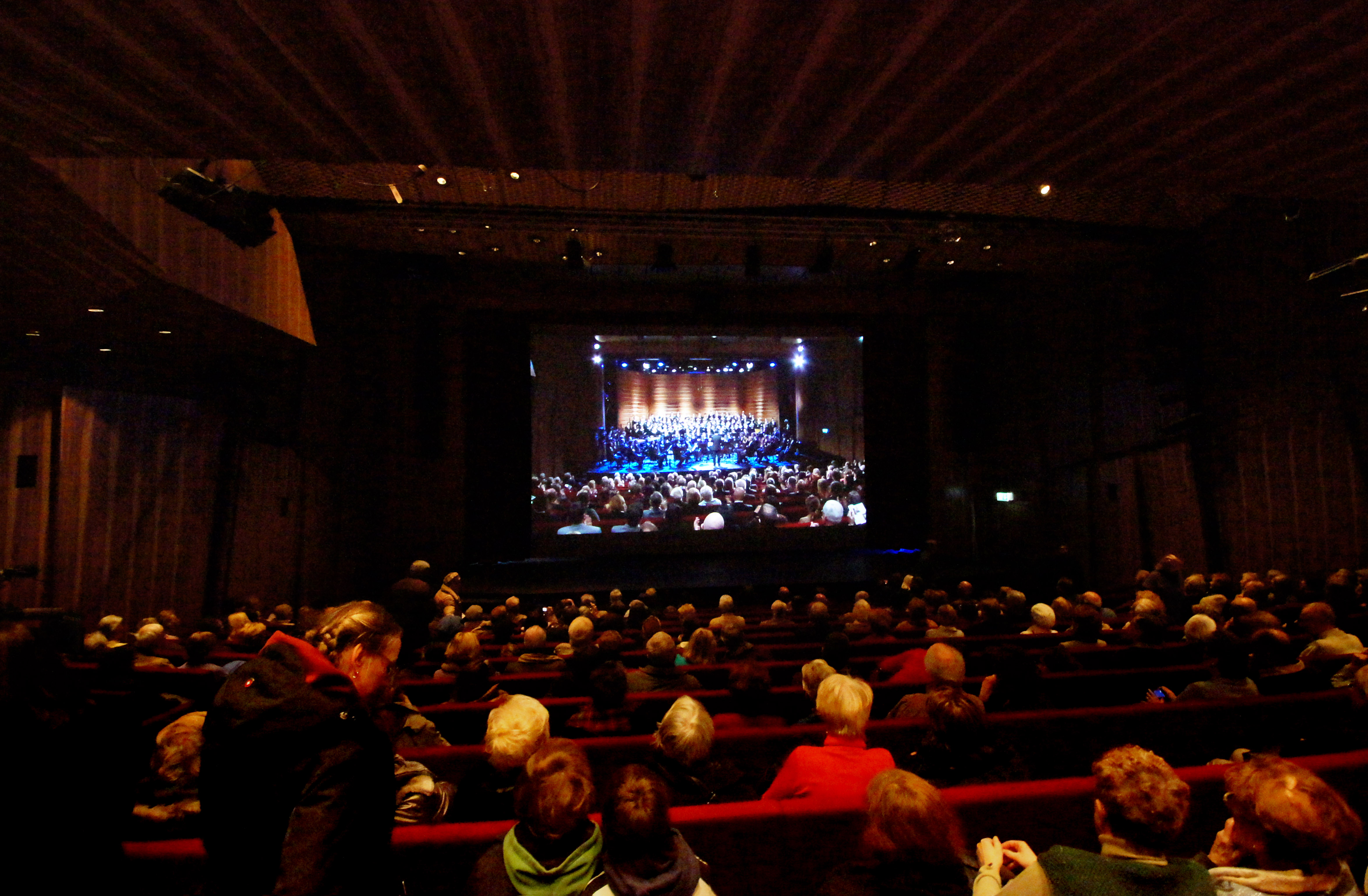
La salle
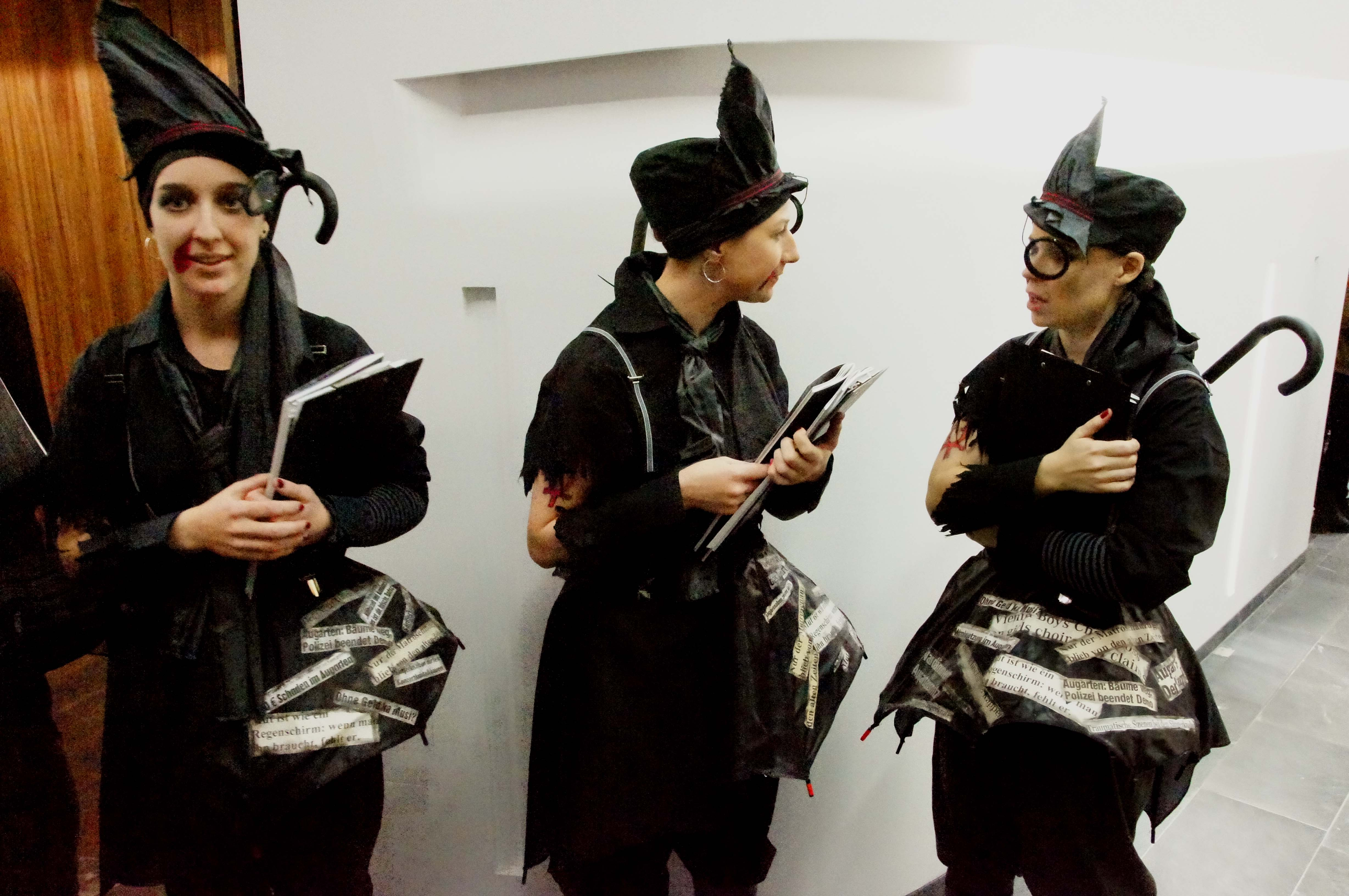
Congrès à propos du Courage : trois guides
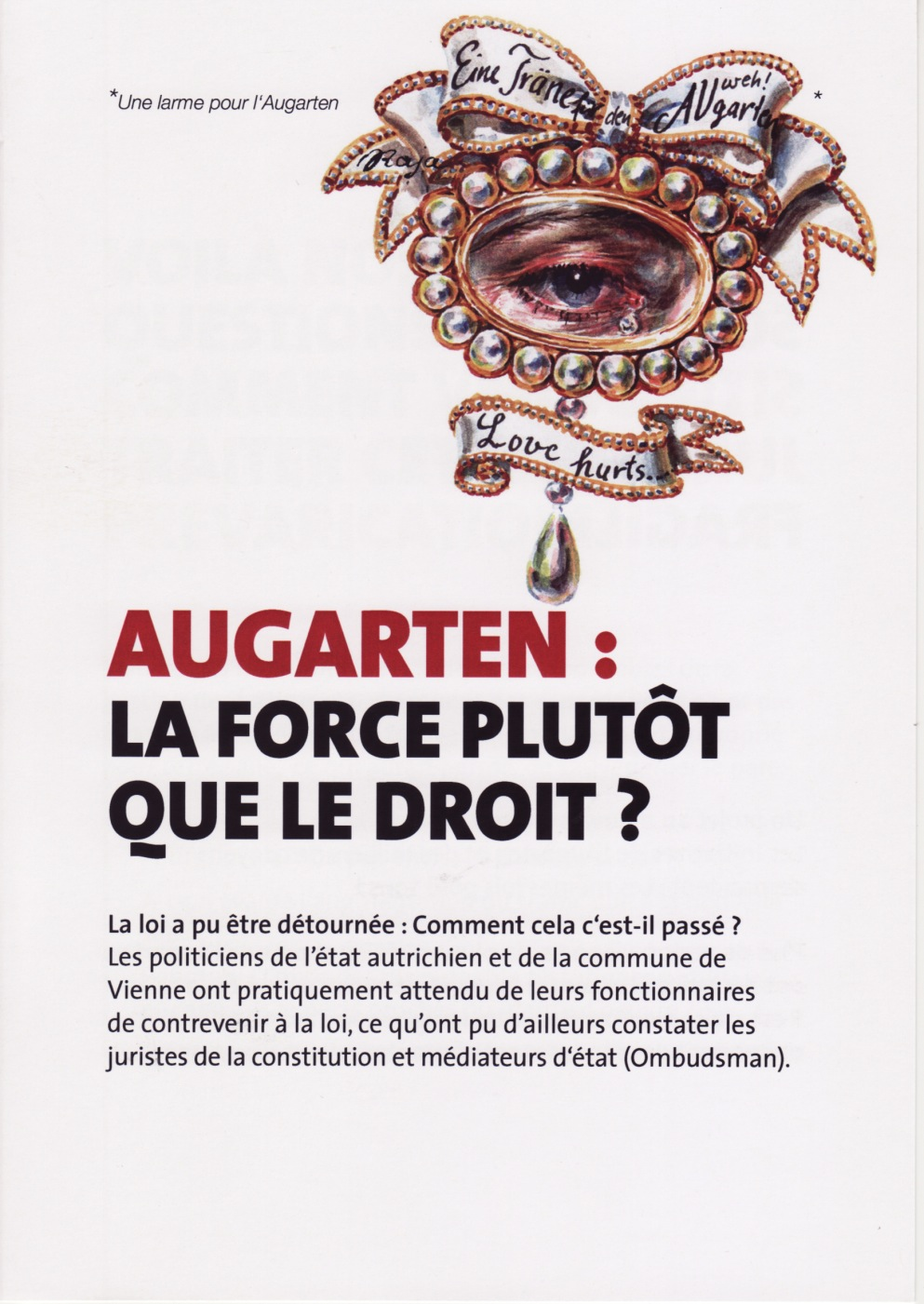
Critique
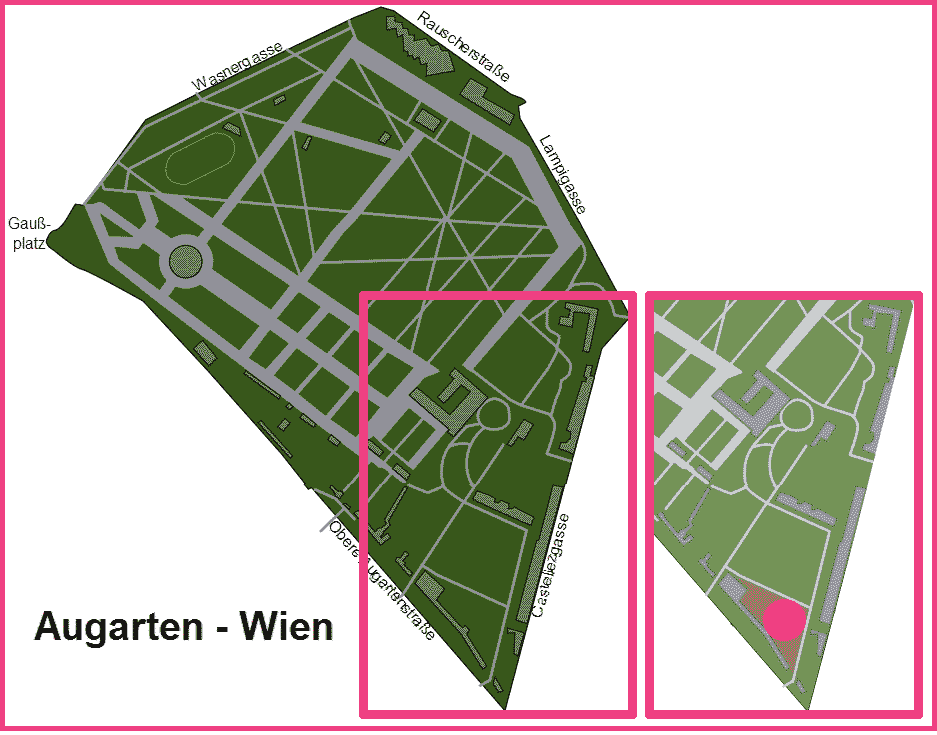
Plan du Parc Augarten et de l'Augartenspitz